# 恩尼斯
安东尼奥·多斯桑托斯·拉马略·埃亞內斯（葡萄牙語：António dos Santos Ramalho Eanes；1935年1月25日—），澳葡官定譯名為恩尼斯，葡萄牙軍官，在参与1974年康乃馨革命，推翻薩拉查新國家政權後，成為第三任及首位民選葡萄牙總統（1976年—1986年）。

## 簡介
1976年首次當選葡萄牙總統，並于1980年底擊敗右翼民主聯盟候選人成功連任。
中華人民共和國與葡萄牙共和國於1979年建立邦交，並在其任內開始有關澳門政權移交的談判。
恩尼斯總統曾於1985年5月訪問中國，與當時的中國最高領導人鄧小平會面。他也是首位到訪葡屬澳門的葡萄牙國家元首。澳門路環市中心的廣場被命名為「恩尼斯總統前地」（Largo do Presidente António Ramalho Eanes）。